# Grüner Edelscharrkäfer

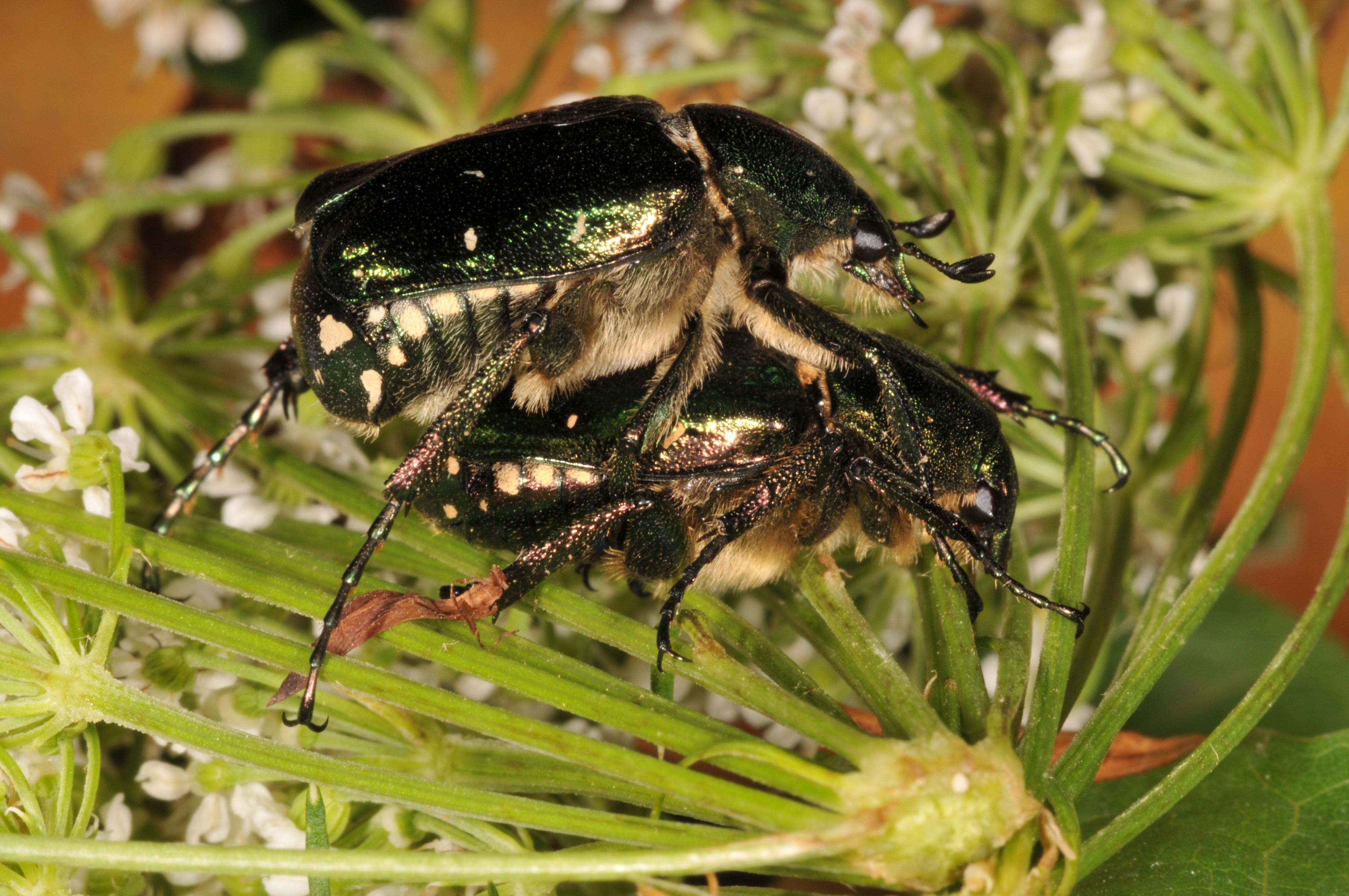
Paarungsversuch

Der Grüne Edelscharrkäfer (Gnorimus nobilis) ist ein Käfer aus der Unterfamilie der Rosenkäfer (Cetoniinae) innerhalb der Blatthornkäfer (Scarabaeidae). Die Gattung Gnorimus ist in Europa mit drei Arten vertreten, die Art Gnorimus nobilis mit zwei Unterarten, wobei das Vorkommen der Unterart Gnorimus nobilis macedonicus auf Nordmazedonien beschränkt ist. In Mitteleuropa findet man noch den selteneren Veränderlichen Edelscharrkäfer.
Der Gattungsname Gnorimus von altgriechisch γνώριμος gnōrimos bedeutet ‚berühmt‘. Der Artname nobilis (lateinisch) bedeutet ‚edel‘.

## Merkmale des Käfers
Der goldgrüne Käfer mit weißlichen Flecken wird leicht für einen kleinen Rosenkäfer wie etwa Cetonia aurata gehalten. Wenn er beim Wegfliegen die Deckflügel öffnet, zeigt er jedoch, dass er nicht in die Unterfamilie Cetoniinae gehört, denn deren Arten schieben zum Fliegen die Hinterflügel unter den geschlossenen Deckflügeln durch. Der Körper ist gedrungen und nur schwach gewölbt. Er erreicht eine Länge von fünfzehn bis achtzehn Millimetern. Die Grundfarbe variiert auf der Oberseite von metallisch grün mit mehr oder weniger intensivem Blaustich bis zu dunkel kupferbraun. Die Unterseite ist hell kupfrig bis schwarz. Halsschild und Flügeldecken können kleine weiße runde oder längliche scharfeckige Tomentflecke tragen. Die Seiten des Hinterleibs und das Pygidium sind ebenfalls goldgrün mit weißen meist größeren Flecken.
Der dicht punktierte Kopf (Abb. 3) mit den Mundwerkzeugen weist nach vorn (prognath). Oberlippe und Oberkiefer werden vom Kopfschild verdeckt. Der Kopfschild ist leicht quer gewölbt und am Vorderrand deutlich, an den Seitenrändern weniger deutlich aufgeworfen (Abb. 3). Sein Vorderrand ist breit ausgerandet, der Seitenrand ist an der Basis kurz hinter der Fühlereinlenkung ausgerandet. Die Oberkiefer sind scharf zugespitzt und leicht nach innen gebogen. Der Mahlzahn an der Basis des Oberkiefers ist deutlich gerieft. Die Innenlade der Unterkiefer ist ungeteilt und stumpf zugespitzt, die Außenlade länglich, hornig und ringsum behaart. Das Endglied des Kiefertasters ist länglich und verjüngt sich zur Spitze. Die Fühler sind zehngliedrig und enden in einer dreigliedrigen Keule aus nach vorn blätterartig verlängerten Fühlergliedern (Abb. 3). Die rundlichen Augen sind auf der Vorderhälfte durch einen schmalen stegförmigen Fortsatz des Außenskeletts geteilt (Abb. 3).
Der sehr fein punktierte Halsschild ist hinter der Mitte am breitesten, und verengt sich nach vorn auf fast Kopfbreite, nach hinten weniger. Er schließt nicht so eng an die Flügelbasis an wie bei den Rosenkäfern im engeren Sinn. Auf der Mitte des Halsschildes kann man einen Längseindruck erkennen.
Die Flügeldecken sind zerstreut runzelig punktiert, aber ohne Punktstreifen. Häufig haben sie seitlich zwei rundliche Flecke, dazwischen in Nähe der Naht einen kommaförmigen Fleck. Es können jedoch auch mehr oder weniger Flecke vorhanden sein. Längsrippen sind höchstens angedeutet. Die Flügeldecken sind hinter der Hälfte am breitesten, und nur etwa so lang wie gemeinsam breit. Hinten sind sie einzeln verrundet (Abb. 2). Sie lassen den stark gewölbten Analschild (Pygidium) unbedeckt. Der Absturz des Pygidiums weist symmetrisch zur Längsachse zwei flache Höcker auf, welche beim Weibchen stärker, beim Männchen kaum merkbar ausgeprägt sind (Abb. 2). Das Schildchen ist breiter als lang und hinten gerundet.
Die Vorderhüften sind einander genähert. Die Vorderschienen sind zum Graben spezialisiert (Abb. 1 VS). Sie tragen am Außenrand zwei spitze Zähne, am Innenrand einen Dorn. Die Lage dieser drei Elemente ist für die Systematik der Rosenkäfer bedeutend. Der eine Außenzahn sitzt am Ende des Außenrands, der zweite etwa auf der Höhe von zwei Dritteln der Schienenlänge. Der Dorn auf der Innenseite sitzt am Schienenende wenig über dem gegenüberliegenden Außenzahn. Die Mittelschienen sind beim Männchen stark und fast abknickend nach außen gebogen, um das Weibchen bei der Paarung umfassen zu können (Abb. 1 MSm). Beim Weibchen sind die Mittelschienen gerade (Abb. 1 Msw). Die Mittelschienen tragen etwas hinter der Mitte außen einen flachen Zahn, der durch die raspelartige Oberfläche und den quer liegenden Grat undeutlich zu erkennen ist. Die Außenseite der Hinterschienen trägt auf halber Höhe einen besser erkennbaren leistenartig verbreiterten Zahn (Abb. 1 HSw). Beim Männchen sind die Hinterschienen am Ende erweitert (Abb. 1 HSm). Mittel- und Hinterschienen enden bei beiden Geschlechtern scharfrandig gezackt und tragen zwei Dorne. Die Tarsen sind alle deutlich fünfgliedrig. Die ersten vier Glieder der Tarsen sind etwa gleich lang und tragen auf der Unterseite an der Spitze ein Borstenbüschel.
Die verwandte Art Gnorimus variabilis ist leicht unterscheidbar. Die Flügeldecken sind bei diesem nicht grünmetallisch, sondern schwarz, mit weißen Punktflecken. Außerdem unterscheidet sich die Form des Halsschild-Seitenrandes. Dieser ist bei Gnorimus variabilis seitlich schwach s-förmig (sinuat), bei Gnorimus nobilis einfach abgerundet.
|                                                                                              |                                                                                              |                                                |
| Abb.1: VS – MSm – MSw – HSm – HSw V=Vorder M=Mittel H=Hinter S=Schiene m=Männchen w=Weibchen | Abb.1: VS – MSm – MSw – HSm – HSw V=Vorder M=Mittel H=Hinter S=Schiene m=Männchen w=Weibchen | Abb.2: Pygidium, oben Weibchen, unten Männchen |
|                                                                                              |                                                                                              |                                                |
| Abb.3: Kopf                                                                                  | Abb.4: Puppe                                                                                 | Abb.5: Larve                                   |

## Larve
Die Larve ist vom Typ der Engerlinge (Abb. 5).

## Puppe
An der Puppe sind bereits die Extremitäten frei (Abb. 4).

## Biologie
Die Imagines sind in Mitteleuropa in niederen Gebirgslagen von Mai bis Juli auf Blüten zu finden, deren Pollen sie fressen. Der Käfer ist ein Bewohner lichter Laubwälder und sonniger Waldränder. Er bevorzugt warme und trockene Hänge. Die Imagines sind auf Blüten von Holunder, Schneeball, Rosen, Spiersträuchern, Berberis und anderer Kräuter oder Sträucher zu finden, aber auch im Mulm der Bäume, in denen sich die Larve entwickelt (Buchen, Weiden, Obstbäume …).
Die Entwicklung erfolgt ähnlich wie beim Juchtenkäfer im Mulm von Baumhöhlen. Die Larve frisst dort an der Grenzschicht vom gesunden zum bereits verfaulten Holz. Deswegen ist die Art bevorzugt in ursprünglichen Laubmischwäldern mit vielen alten Bäumen und Totholz anzutreffen. In Lettland wurden als Brutbäume hauptsächlich Eichen, Linden, Eschen und Weiden festgestellt. Die Tiere besuchen dort beim Blütenbesuch hauptsächlich im Schatten stehende Pflanzen. Bevorzugt wird das Echte Mädesüß. Das Auftauchen der Käfer ist an die Blütezeit dieser Pflanze gekoppelt. Die Käfer verbleiben in unmittelbarer Nähe des Waldes. Bei Wind, Regen und Gewitter verlassen die Tiere die Blüten nicht. Die Entwicklung dauert in Lettland zwei Jahre, sonst werden zwei bis drei Jahre angegeben.

## Gefährdung und Schutz
In Deutschland steht die Art als „gefährdet“ auf der Roten Liste. Der Käfer wird in der Roten Liste von Sachsen-Anhalt ebenfalls unter der Kategorie 3 geführt.
In Lettland wird die Art als vom Aussterben bedroht geführt. Sie ist dort nur aus dem Nationalpark Slītere bekannt. Als Schutzmaßnahme wird außer dem bereits gültigen Verbot von Waldnutzungsmaßnahmen eine Wiesennutzung empfohlen, die den Erhalt des Mädesüß sichert. Auch die Information der Bevölkerung wird als Schutzmaßnahme gesehen. In Großbritannien ist die Art als gefährdet (Kategorie 2) eingestuft. Sämtliche Funde beziehen sich auf Obstbäume, weshalb ein besonderer Schutz traditionell betriebener Obstgärten empfohlen wird.

## Verbreitung
Die Art ist in Süd- und Mitteleuropa verbreitet. Das Verbreitungsgebiet reicht bis ins südliche Nordeuropa. Die nördlichsten Funde stammen aus dem Nationalpark Slītere.